# Phytoseius wangii
Phytoseius wangii är en spindeldjursart som beskrevs av Wu och Ou 1998. Phytoseius wangii ingår i släktet Phytoseius och familjen Phytoseiidae. Inga underarter finns listade i Catalogue of Life.